# Christian David (Missionar)

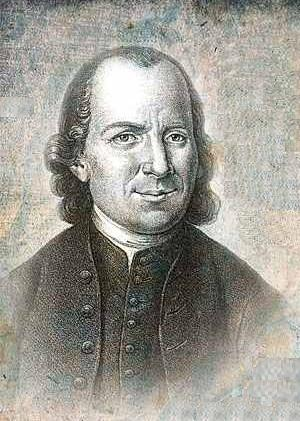

Christian David (* 16. Februar 1692 in Senftleben, Mähren, heute: Tschechien; † 3. Februar 1751 in Herrnhut, Oberlausitz, Sachsen) war ein Zimmerer, Gründer der Siedlung Herrnhut und evangelischer Missionar der Herrnhuter Brüdergemeine (auch Brüder-Unität genannt) in Grönland, Holland, Livland und Pennsylvania in den englischen Dreizehn Kolonien Nordamerikas sowie Dichter mehrerer Kirchenlieder des Gesangbuches der Brüdergemeine.

## Leben
Christian David wurde wahrscheinlich am 16. Februar 1692 geboren, am Tag darauf wurde er auf den Namen Krystyan getauft und aus Versehen in die Taufmatrikel der Gemeinde Liebisch (tschechisch: Libhošť) eingetragen. Sein böhmischer Vater hieß Jan und war ein Zimmerer, seine deutsche Mutter hatte den Namen Rosyna, und er wurde von ihnen in der althergebrachten katholischen Religion erzogen. Er wurde zuerst Schafhirte und zeigte sich als Eiferer für den Katholizismus. Doch fand er in den Zeremonien bald keine Ruhe mehr und lernte während seiner Ausbildung zum Zimmerer evangelisch Gesinnte kennen, die ihm ihre Sicht von Bilderdienst, Wallfahrten und anderen Praktiken als Menschengebote erklärten. Das erschütterte seinen Glauben an die Lebensweise seiner Vorfahren. Um diese Zeit wurden die Evangelischen wegen ihrer Zusammenkünfte und Bücher gefangen gesetzt. Ihr andauerndes Singen, Beten und Rufen zu Gott machte einen tiefen Eindruck auf ihn. 
1710 nahm David den evangelischen Glauben an, las viel in der Bibel und verkündete Jesus in seiner mährischen Heimat. Die verfolgten Böhmischen Brüder in Mähren, die er kennengelernt hatte, beschlossen auszuwandern und baten ihn, für sie einen Ort zu finden, wo sie nach ihrem evangelischen Glauben leben könnten. Er ging über Ungarn und Schlesien nach Berlin, wo er sich den Lutheranern anschloss. Dann trat er 1715 in die Preussische Armee ein, doch auch hier erlebte er viel Orthodoxie und ihm fehlte eine lebendige Herzensfrömmigkeit, die ihm Frieden schaffen würde. Er diente in Stralsund gegen die Schweden. Enttäuscht wanderte er dann weiter und kam schließlich 1717 krank nach Görlitz, wo er durch Melchior Schäfer in seinen pietistischen Kreis aufgenommen wurde. Dadurch wurde er auch mit dem Erweckungsprediger Johann Christoph Schwedler und dem Grafen Nikolaus Ludwig von Zinzendorf bekannt, wobei letzterer den mährischen Glaubensflüchtlingen Aufnahme auf seinen Gütern versprach. 
David reiste zurück nach Teschen, um die erweckten Kreise in Kunwald, Zauchtenthal und Sehlen zu treffen. Am 27. Mai 1722 machte sich eine kleine Gruppe unter seiner Führung auf den Weg von Mähren nach Berthelsdorf in Sachsen, wo sie am 8. Juni erschöpft ankamen. Zur Gruppe gehörten Augustin und Jacob Neisser mit ihren Frauen und Kindern, Martha Neisser und Michael Jaeschke. Auf dem Land und unter dem Schutz des Grafen von Zinzendorf bauten sie am Hutberg im Jahr 1722 das erste Haus der Siedlung Herrnhut. Es war am 17. Juni, als Christian David seine Axt in den ersten Baum schlug mit den Worten: Hier hat der Vogel sein Haus gefunden, und die Schwalbe ihr Nest, nämlich deine Altäre, Herr Zebaoth, mein König und mein Gott! (Ps 84,4 ).
David beschäftigte sich so eifrig mit dem Wohl der mährischen Glaubensgenossen, dass er einmal im Jahre 1723, als er im Haus des Grafen zu Berthelsdorf arbeitete, sein Werkzeug liegen ließ, und ohne Hut vierzig Sächsische Meilen weit ging, um Brüder aus Mähren zu holen. Ab dem 18. Juli 1733 waren er und weitere Herrnhuter als Missionare zunächst in Grönland, dann 1737 in Holland, 1738 in Livland und 1748 in Pennsylvania, einer der dreizehn englischen Kolonien Nordamerikas, unterwegs. Er baute verschiedene Siedlungen und Missionshäuser auf, darunter 1737 die holländische Siedlung Herrendick, 1738 die lettische Siedlung Brinkenhof und 1747 den Gemeinderaum in Grönland, in Noorliit bei Nuuk, der bis 2008 die Universität von Grönland beherbergte. In Grönland unterstützte er anfänglich den norwegischen Pionier Hans Egede, mit der Zeit hatten sie aber erhebliche Differenzen. David missfiel Egedes lutherische Orthodoxie, während dieser die Sentimentalität der Herrnhuter rügte. Noch vor der Abreise Egedes 1736 hatten sie sich wieder versöhnt, was auch positive Auswirkungen auf den Fortschritt der Missionsarbeit in Grönland zeitigte.

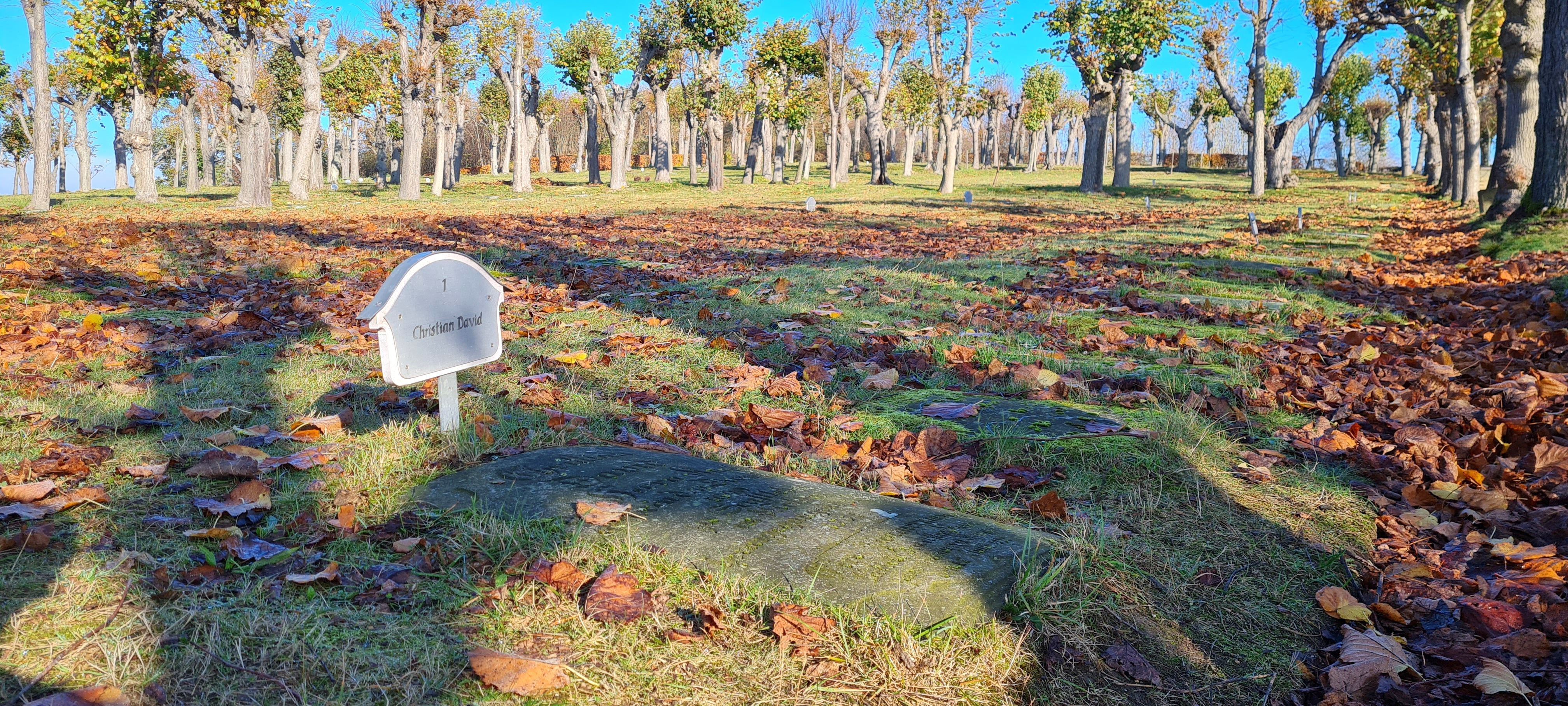
Grab Christian Davids

Nach kurzer Krankheit starb David  am 3. Februar 1751. Er liegt auf dem Herrnhuter Gottesacker begraben.

## Familie
David heiratete Anna Elisabeth Ludwig aus Niederwiesa in der Oberlausitz. Sie hatten Kinder, die jedoch früh starben.

## Gedenken und Ehrungen
- Das Lied Sonne der Gerechtigkeit, das zwei Strophen von ihm enthält, ist auf Deutsch sowohl in protestantischen (EG) als auch reformierten (RG) und katholischen Gesangbüchern (GL) abgedruckt, dazu kommen noch diverse Übersetzungen in andere Sprachen.
- In Königsfeld im Schwarzwald heißt eines der Jungeninternate der Zinzendorfschulen Haus Christian David. Ursprünglich war es in der Bergstrasse 3, inzwischen ist es auf dem Campus Mönchweilerstrasse, in der Hausnummer 9 untergebracht.[5]
- In Afrika, vor allem in Südafrika tragen Schulen seinen Namen: Christian David Moravian Primary School[6]
- Seit 2010 trägt eine private Schule mit angeschlossenem Internat nahe der lettischen Ortschaft Barkava den Namen Christian David. Diese Schule in Lettland pflegt das Herrnhuter Erbe und wird von der Evangelischen Brüder-Unität in Bad Boll unterstützt.